# Exocentrus biroi
Exocentrus biroi là một loài bọ cánh cứng trong họ Cerambycidae.